# Sambudello
Il sambudello o zambudello è un prodotto tipico di alcune vallate appenniniche di Toscana e Romagna, che si produce con un impasto assai simile a quello della salsiccia, ma composto prevalentemente da carni suine ricavate dalle parti meno pregiate, quali lingua, ritagli della gota e della testa, cuore, orecchie e altre frattaglie. Il macinato è condito con sale, pepe, aglio e (solo in area toscana) finocchio selvatico, insaccato in un budello di piccolo diametro, che può anche essere aromatizzato lavandolo nel vino caldo (soprattutto nella zona di Santa Sofia).  Si consuma fresco, cotto sulla griglia o conservato attraverso stagionatura o sott'olio. Nel consumo tradizionale è solitamente accompagnato da contorni a base di fagioli o patate.
Con la variante "codennino" o "cudennino" per la presenza di parti callose come orecchio e coda, è particolarmente rinomata la produzione della zona di Pieve Santo Stefano e Sansepolcro in Valtiberina (dove la parola è usata anche per aggettivare persone poco intelligenti, come per l'italiano salame), e di Bagno di Romagna nella Valle Savio. Con il nome di sanbudello è stato riconosciuto Prodotto agroalimentare tradizionale ai sensi dell'art. 8 del D.Lgs. 30 aprile 1998, n. 173.
È simile al mazzafegato prodotto in Umbria (soprattutto a Città di Castello) e nelle Marche.